# Ненсі Кван
Ненсі «Ка-Шен» Кван (англ. Nancy «Ka-shen» Kwan, кит. трад. 關家蒨, піньїнь: Guān Jiāqiàn, акад. Гуань Цзяцянь піньїнь Guān Jiāqiàn , палл. Гуань Цзяцянь, нар. 19 травня 1939) — американська актриса китайського походження, уродженка Гонконгу, секс-символ 1960-х років.

## Життєпис
Ненсі Кван народилася 1939 року в сім'ї кантонського архітектора Кван Вінг-Хонга (кит. трад. 關永康, піньїнь: Guān Yǒngkāng, акад. Гуань Юнкан) та його дружини Маркіти Скотт, фотомоделі з британськими (англійськими та шотландськими) корінням. Крім неї в сім'ї вже була дитина — її старший брат Ка-Кеунг.
У 1941 році побоюючись японського вторгнення до Гонконгу під час Другої світової війни, Вінг Хонг перевіз дітей до Північного Китаю, де вони залишалися наступні п'ять років до закінчення війни. Після повернення додому, Кван з братом залишилися під опікою батька, тому що їх мати подала на розлучення і, покинувши сім'ю, переїхала до Англії. Вінг Хонг потім вдруге одружився з китаянкою, в результаті чого у Кван з'явилося ще п'ять братів. Початкову освіту Кван здобула у монастирській школі Мерікнолл, після чого навчалася в англійській школі-інтернаті танцям. Її бажання стати танцівницею привело її до Королівської балетної школи в Лондоні, де вона щодня проводила не менше чотирьох годин. Після завершення навчання, Кван багато подорожувала, жила у Франції, Італії та Швейцарії, а потім повернулася до Гонконгу.
В 1959 році Кван пройшла проби й була обрана продюсером Реєм Старком для головної ролі в його картині «Світ Сьюзі Вонг». Через відсутність акторського досвіду, її замінили на акторку Франс Нуєн. На прохання Старка, Кван відправили до США, де навчалася в акторській школі в Голлівуді. Після ще низки перипетій з керівниками студії « Paramount», Кван все ж таки отримала свою першу роль. Після виходу картини на кіноекрани Кван у мить стала популярною . У 1960 році вона, разом з Іною Бейлін та Хейлі Мілз, була удостоєна премії « Золотий глобус» як одна з найперспективніших акторок року. Через рік, на хвилі успіху попередньої роботи, Кван з'явилася в головній ролі в мюзиклі «Пісня барабана квітів», першому голлівудському фільмі, в якому грали лише азійські актори.
У 1962 році під час зйомок в австрійських Альпах у третьому фільмі «Головний атракціон», Кван познайомилася з власником туристичного готелю Пітером Поком, і через кілька тижнів вийшла за нього заміж. Незабаром у пари народився син, але через постійні зйомки й поїздки матері, вони бачилися досить рідко. У 1969 році на зйомках фільму « Команда руйнівників» актриса познайомилася з Брюсом Лі, з яким у неї зав'язалися дружні стосунки, що тривали аж до його смерті.
1970 року, через два роки після розлучення з Поком, актриса вийшла заміж за голлівудського сценариста Девіда Гіллера. У тому ж році вона з сином повернулася з Гонконгу, через хворобу батька. Кван планувала там затриматися на рік, але у підсумку провела там сім років. За цей час вона розлучилася із другим чоловіком та заснувала в Гонконгу свою продюсерську компанію.
1979 року Ненсі Кван із сином та третім чоловіком, режисером Норбертом Майзелем, повернулася до США, де почала працювати на телебаченні. Її син також зайнявся акторською кар'єрою, ставши при цьому майстром бойових мистецтв та каскадером. У подальші роки своєї акторської кар'єри на телебаченні, Кван з'явилася як гість у ряді телесеріалів, серед яких «Острів фантазій», «Тиха пристань», «Команда „А“» та «Швидка допомога». У 1993 році актриса зіграла одну з ключових ролей у напівбіографічному фільмі «Дракон: Історія життя Брюса Лі». У 1996 році у 33-річному віці від СНІДу помер її син Бернард, після чого акторка почала брати участь у різних благодійних акціях, спрямованих на інформування мас про дане захворювання. У 1990-ті вона також періодично з'являлася в телевізійних рекламних роликах, демонструючи косметику.
Нині Ненсі Кван проживає в Лос-Анджелесі, де працює прес-секретарем в азійсько-американській коаліції, створеної в 1986 році для підтримки азійських акторів у США.

## Вибрана фільмографія
| Рік  |   | Українська назва         | Оригінальна назва           | Роль          |
| ---- | - | ------------------------ | --------------------------- | ------------- |
| 1964 | ф | Доля — мисливець         | Fate Is the Hunter          | Саллі Фрейзер |
| 1978 | ф | Нічне чудовисько         | Night Creature              | Леслі         |
| 1986 | с | Команда А                | The A-Team                  | Лін Ву        |
| 1993 | ф | Дракон: Історія Брюса Лі | Dragon: The Bruce Lee Story | Ґассі Янг     |
| 2000 | с | Швидка допомога          | ER                          | місіс Чен     |

## Нагороди
- 1960 — Золотий глобус — у номінації «Найперспективніша актриса».